# پله‌های جوکر
۴۰°۵۰′۹٫۲۴″ شمالی ۷۳°۵۵′۲۶٫۰۴″ غربی / ۴۰٫۸۳۵۹۰۰۰°شمالی ۷۳٫۹۲۳۹۰۰۰°غربی

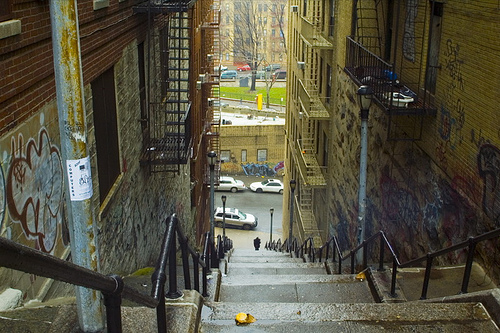
خیابان پلکانی ۱۶۷ غربی، که به عنوان پله‌های جوکر شناخته می‌شود.

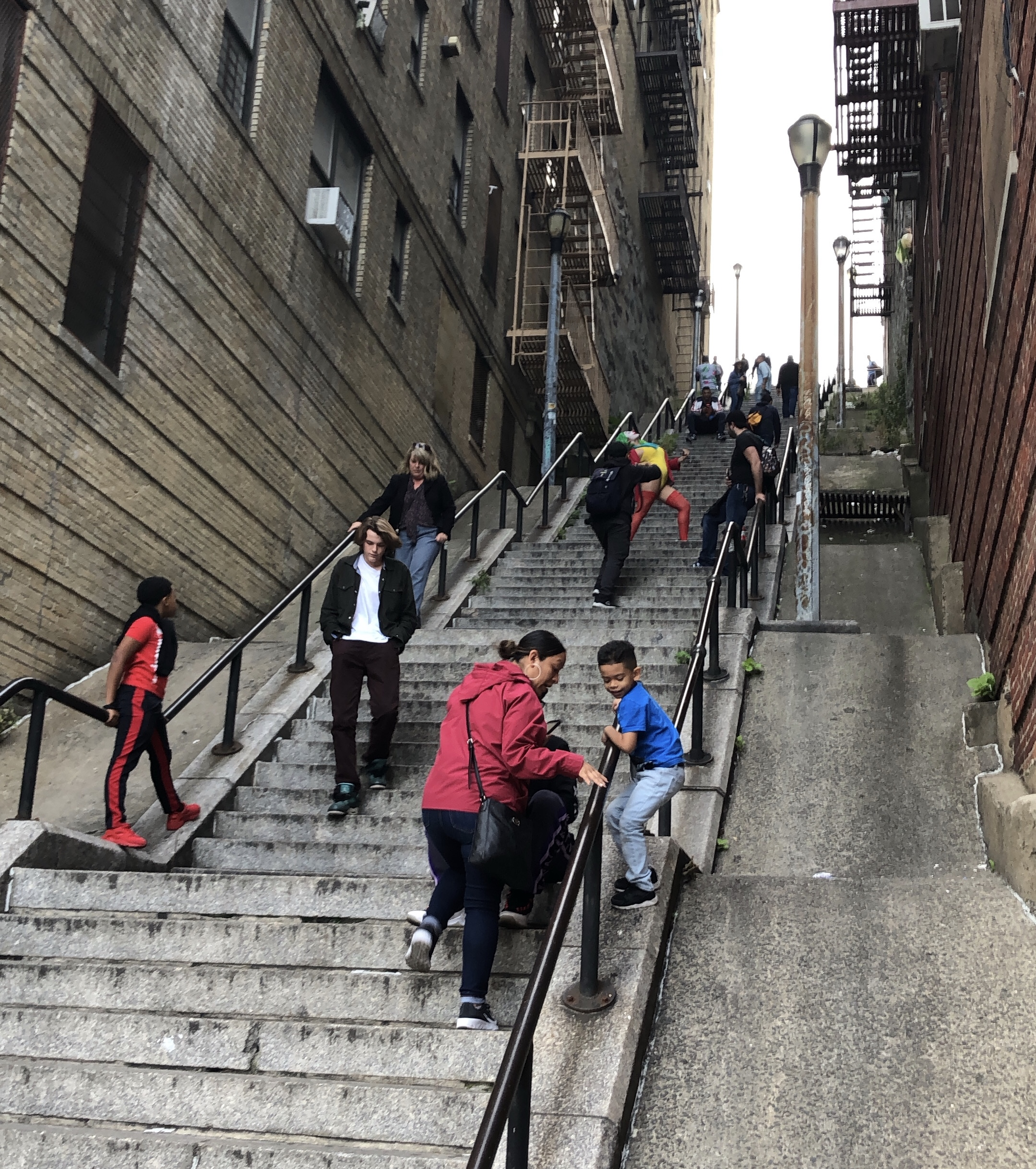
بازدید گردشگران از پله‌ها اندکی بعد از اکران فیلم جوکر در اکتبر ۲۰۱۹.

پله‌های جوکر نام عامیانهٔ یک خیابان پلکانی است که خیابان‌های شکسپیر و اندرسون را در خیابان ۱۶۷ غربی در های بریج در برانکس، شهر نیویورک به هم متصل می‌کند. این خیابان پلکانی در نزدیکی ایستگاه خیابان ۱۶۷ قطار ۴ متروی شهر نیویورک واقع شده‌است، این پله‌ها یکی از مکان‌های فیلمبرداری فیلم جوکر در سال ۲۰۱۹ بود.